# Осчук (муниципалитет)
Осчук (исп. Oxchuc) — муниципалитет в Мексике, штат Чьяпас, с административным центром в одноимённом посёлке. Численность населения, по данным переписи 2020 года, составила 54 932 человека.

## Общие сведения
Название Oxchuc с языка цельталь можно перевести как три узла.
Площадь муниципалитета равна 416,5 км², что составляет 0,6 % от площади штата, а наиболее высоко расположенное поселение Навиль-Тапха, находится на высоте 2283 метра.
Он граничит с другими муниципалитетами Чьяпаса: на севере с Сан-Хуан-Канкуком, на северо-востоке с Окосинго, на востоке с Альтамирано, на юге с Чаналем и Уистаном, и на западе с Тенехапой.

## Учреждение и состав
Муниципалитет был образован в 1936 году, по данным 2020 года в его состав входит 161 населённый пункт, самые крупные из которых:
| Код INEGI                  | Населённый пункт                                                             | Численность населения (2005 год) | Численность населения (2010 год) | Численность населения (2020 год) |
| -------------------------- | ---------------------------------------------------------------------------- | -------------------------------- | -------------------------------- | -------------------------------- |
| 064                        | Всего                                                                        | 41423                            | 43350                            | 54932                            |
| 0001                       | Осчук (исп. Oxchuc) 16°47′10″ с. ш. 92°20′36″ з. д. (административный центр) | 6468                             | 6675                             | 10356                            |
| 0036                       | Йошиб (исп. Yoshib) 16°50′53″ с. ш. 92°26′39″ з. д.                          | 3666                             | 3722                             | 3625                             |
| 0022                       | Месбильха (исп. Mesbilja) 16°47′59″ с. ш. 92°14′49″ з. д.                    | 1318                             | 1793                             | 2013                             |
| 0032                       | Эль-Цай (исп. El Tzay) 16°51′48″ с. ш. 92°18′41″ з. д.                       | 1883                             | 1594                             | 2000                             |
| 0034                       | Цопильха (исп. Tzopilja) 16°44′27″ с. ш. 92°18′30″ з. д.                     | 952                              | 1245                             | 1530                             |
| 0005                       | Эль-Корралито (исп. El Corralito) 16°49′22″ с. ш. 92°15′06″ з. д.            | 1383                             | 910                              | 1169                             |
| 0025                       | Пастонтикха (исп. Paxtonticjá) 16°46′21″ с. ш. 92°16′52″ з. д.               | 1058                             | 875                              | 1103                             |
| 0033                       | Цонтеальха (исп. Tzontealja) 16°53′28″ с. ш. 92°19′05″ з. д.                 | 328                              | 315                              | 1095                             |
| 0019                       | Леленчих (исп. Lelenchij) 16°50′23″ с. ш. 92°24′42″ з. д.                    | 1349                             | 807                              | 1061                             |
| —                          | Прочие                                                                       | 23018                            | 25414                            | 30980                            |
| Названия на карте Генштаба |                                                                              |                                  |                                  |                                  |

## Экономическая деятельность
По статистическим данным 2000 года, работоспособное население занято по секторам экономики в следующих пропорциях:
- сельское хозяйство и скотоводство — 87,8 % ;
- промышленность и строительство — 1,3 %;
- торговля, сферы услуг и туризма — 8,7 %;
- безработные — 2,2 %.

## Инфраструктура
По статистическим данным 2020 года, инфраструктура развита следующим образом:
- электрификация: 88,3 %;
- водоснабжение: 18,5 %;
- водоотведение: 41,1 %.

## Туризм
Основные достопримечательности:
- Архитектурные: церковь Святого Томаса, построенная в колониальный период.
- Природные: ландшафты хвойных лесов, а также водопады на реке Месбильха.

## Галерея

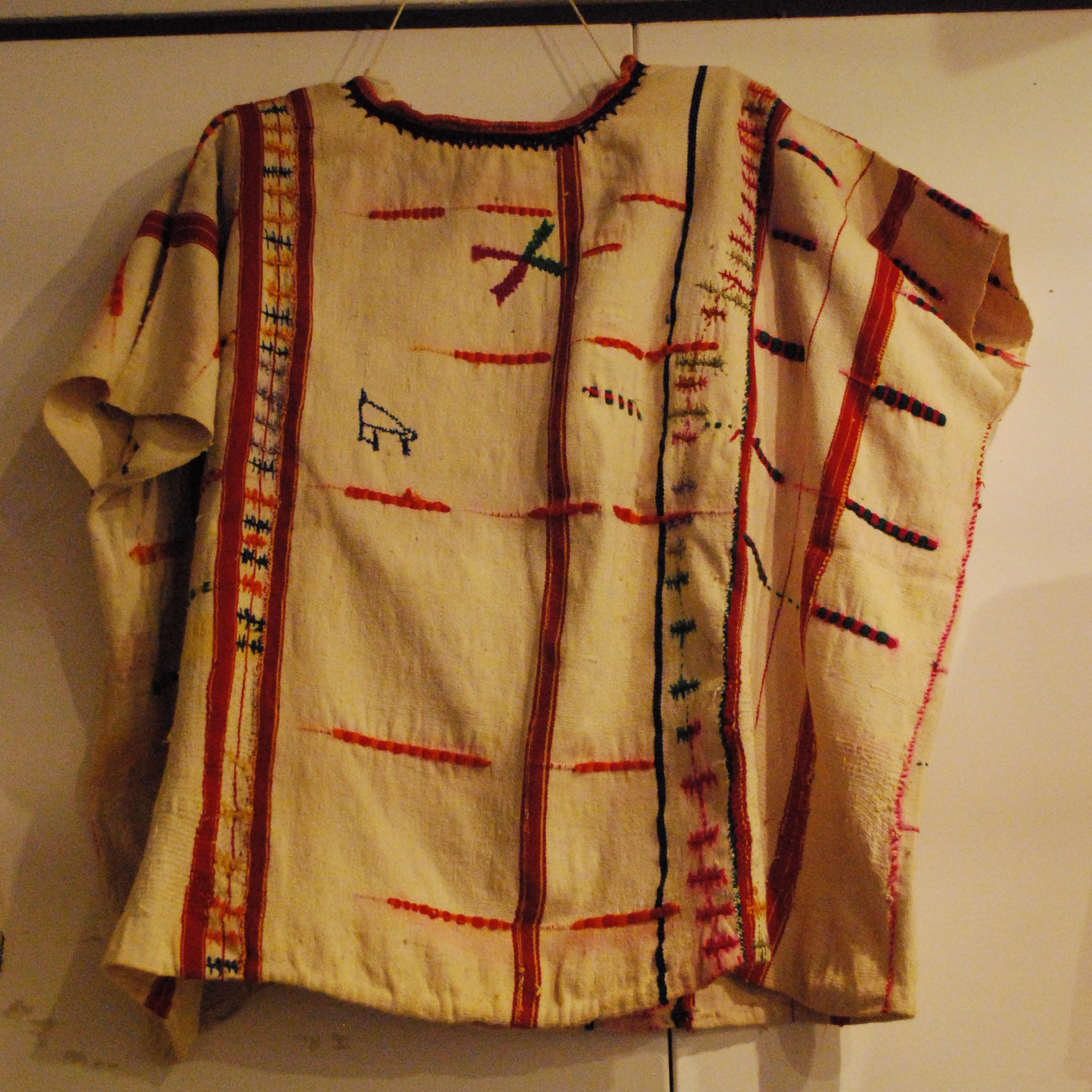
Туника местных жителей, 1965 года
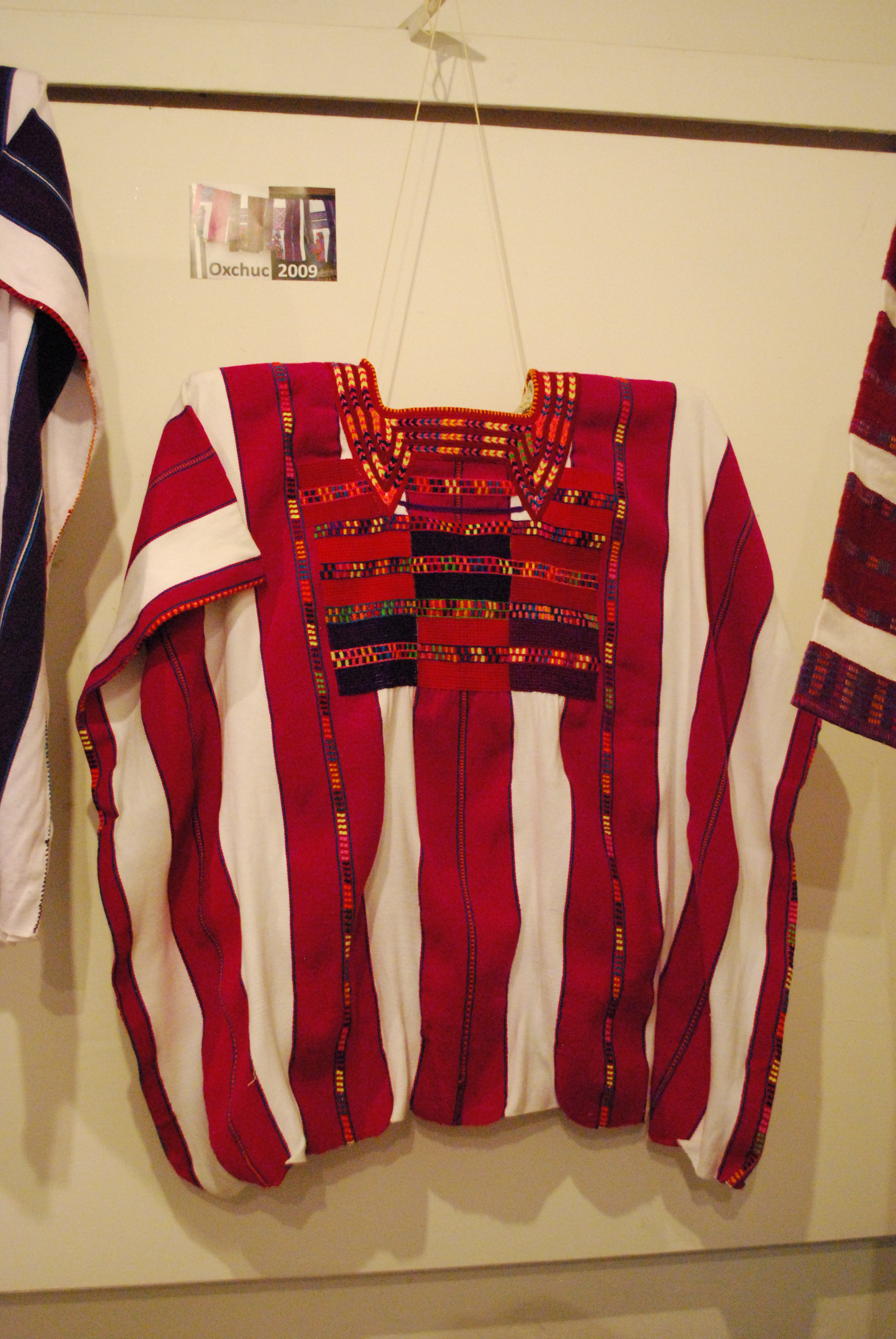
Туника местных жителей, 2009 года